# Wildomar (Kalifornija)
Wildomar je grad u američkoj saveznoj državi Kalifornija. Prema popisu stanovništva iz 2010. u njemu je živjelo 32.176 stanovnika.